# Bernardo de Monteagudo
Bernardo José Monteagudo (San Miguel de Tucumán, 20 de agosto de 1789-Lima, 28 de enero de 1825) fue un abogado, político, periodista, militar y revolucionario radicalizado rioplatense, que participó en los procesos independentistas en el Río de la Plata, pero sobre todo en el Perú. 
Fue un temprano promotor de la independencia hispanoamericana, y a la edad de diecinueve años, uno de los líderes de la Revolución de Chuquisaca del 25 de mayo de 1809, de cuya proclama fue el redactor.
Vinculado a los "jacobinos" de la Revolución de Mayo, en especial al porteño Juan José Castelli, practicó, al igual que ellos, violentas políticas revolucionarias, adhiriendo al sector más radical del movimiento independentista. En 1811, fue autor del primer proyecto de constitución del Cono Sur americano. En 1812 reorganizó la Sociedad Patriótica del partido morenista, con cuyos miembros ingresó a la Logia Lautaro, que integraron entre otros Bernardo O'Higgins  y José de San Martín.
Influyó en el Segundo Triunvirato, la Asamblea del Año XIII, de la que fue miembro, y el gobierno del Director Supremo de las Provincias Unidas del Río de la Plata, Carlos María de Alvear.
Acompañó al general José de San Martín como auditor del Ejército de los Andes y sería —de acuerdo a sus propias afirmaciones, que por otra parte son rechazadas por parte de la historiografía chilena— el redactor del acta de independencia de Chile que proclamó Bernardo O’Higgins en 1818. En Perú, fue ministro de Guerra y Marina y, posteriormente, también ministro de Gobierno y Relaciones Exteriores de San Martín, durante el primer gobierno independiente de ese país.
Luego del retiro de San Martín, colaboró con el libertador Simón Bolívar. Desarrolló una visión americanista de la independencia americana , que lo llevó a proponer y diseñar la organización de una gran nación con los territorios que habían pertenecido a la Corona española. Su ideario se confundió con el sueño idéntico de Bolívar, quien convocó el Congreso Anfictiónico de Panamá para establecer una confederación que incorporara a todos los estados de América.
Fundó y dirigió periódicos independentistas en tres países, como la Gaceta de Buenos Aires, Mártir o Libre y El Grito del Sud, en Provincias Unidas del Río de la Plata; El Censor de la Revolución en Chile, y El Pacificador en Perú.
Monteagudo murió asesinado en Lima, a la edad de treinta y cinco años. Su figura ha sido y sigue siendo objeto de controversia.

## En Tucumán y Córdoba
Bernardo Monteagudo nació en San Miguel de Tucumán, siendo su padre el español Miguel Monteagudo y su madre la tucumana Catalina Cáceres Bramajo. Otras versiones afirman que su madre era esclava de un canónigo, y que más tarde casó con un soldado de origen español que puso una pulpería con el que pagó la carrera de abogacía de su hijastro. Ya de adulto, sus enemigos políticos buscaron discriminarlo utilizando los criterios establecidos en las colonias españolas por los Estatutos de limpieza de sangre, sosteniendo que su madre descendía de indígenas o esclavos africanos y aplicándole los calificativos de «zambo» o «mulato».
Fue el único sobreviviente de once hijos y pasó su infancia en una relativa escasez económica: al morir, luego de gastar su fortuna en ayudar a su hijo, su padre era propietario de una pulpería y una esclava. Cursó estudios de abogacía en Córdoba.

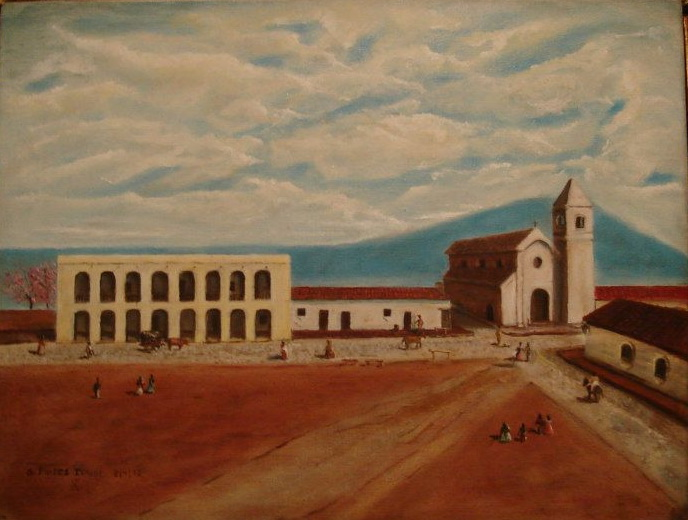
Tucumán en la época de las guerras de la independencia (óleo actual obra de Gerardo L. Flores Ivaldi)

## En el Alto Perú
Recomendado por un sacerdote amigo de su padre, ingresó a la Universidad de Chuquisaca, donde se graduó en leyes en el año 1808, y comenzó a ejercer como defensor de pobres.
Ese mismo año, al conocerse la invasión francesa de Napoleón Bonaparte a España, Monteagudo escribió una obra titulada Diálogo entre Atahualpa y Fernando VII. En la misma Monteagudo recreó una imaginaria conversación entre Atahualpa, último monarca del Imperio incaico asesinado por los invasores españoles, y Fernando VII, desplazado de la Corona española por los invasores franceses. En esa obra Monteagudo, con apenas dieciocho años, formuló el famoso silogismo de Chuquisaca: 

¿Debe seguirse la suerte de España o resistir en América? Las Indias son un dominio personal del rey de España; el rey está impedido de reinar; luego las Indias deben gobernarse a sí mismas.
Bernardo de Monteagudo,  Diálogo entre Atahualpa y Fernando VII, 1808.

El escrito de Monteagudo circuló de manera clandestina y fue uno de los que inspiraron las sublevaciones independentistas de Chuquisaca, La Paz y Buenos Aires. 
Se incorporó como teniente de artillería del ejército revolucionario, dirigido por Juan Antonio Álvarez de Arenales. Cuando las fuerzas realistas recuperaron el control del Alto Perú, Monteagudo fue encarcelado junto a los demás líderes independentistas, acusado del «abominable delito de deslealtad a la causa del rey». A fines de 1809, luego de fugarse de la cárcel de Chuquisaca, se dirigió a Potosí y se incorporó como auditor en la primera Expedición Auxiliadora al Alto Perú que, al mando de Gonzalez Balcarce, había tomado esa ciudad luego del triunfo en la batalla de Suipacha.
Monteagudo estrechó lazos con Castelli, quien integraba el ala radical de la Revolución de Mayo de Buenos Aires, liderada por Mariano Moreno y enfrentada a la corriente conservadora liderada por el presidente de la Primera Junta de Buenos Aires, Cornelio Saavedra. Monteagudo apoyó irrestrictamente las medidas extremas adoptadas por Castelli en el Alto Perú, que incluían la abolición de los tributos a los indígenas, la eliminación de la Inquisición, la supresión de los títulos de nobleza y los instrumentos de tortura. También apoyó la decisión de Castelli de ejecutar a los militares realistas que lideraron la represión de los movimientos independentistas, Francisco de Paula Sanz, Vicente Nieto y José de Córdoba, atribuyéndoles la responsabilidad por las masacres de Chuquisaca y La Paz. Monteagudo apoyó también la política ordenada por Mariano Moreno de vigilar, restringir y desplazar a los españoles sospechosos de apoyar a los realistas; esa política se manifestó en ese momento, en la decisión de Castelli de desplazar de Potosí hacia Salta a 56 españoles sospechosos de no apoyar la independencia. Finalmente, Monteagudo compartía una actitud hostil hacia la Iglesia católica, debido a su ideario jacobino, que Castelli hizo manifiesta en el Alto Perú, y que resultó un importante factor de disgusto por parte una población tan apegada al catolicismo. 
Luego de la batalla de Huaqui, que terminó con la victoria de las tropas realistas al mando del General José Manuel de Goyeneche, Monteagudo se dirigió a Buenos Aires.

## En Buenos Aires

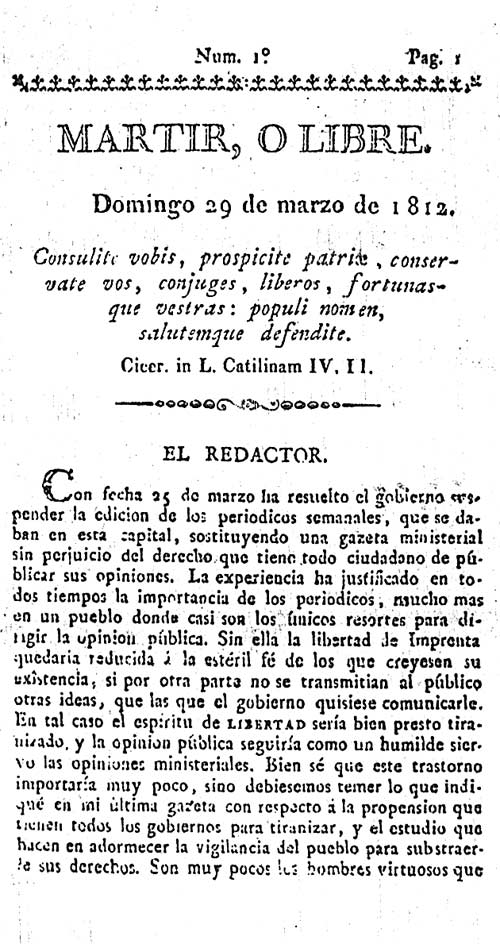
Primer número de Mártir o Libre, periódico revolucionario que Bernardo de Monteagudo fundó en Buenos Aires en 1812. El epígrafe cita un fragmento en latín tomado de las Catilinarias de Cicerón que quiere decir: "piensen en ustedes, preocúpense por la patria, sálvense ustedes, sus esposas, hijos y sus fortunas; defiendan el nombre y la existencia del pueblo".

Monteagudo llegó a Buenos Aires en 1811, luego de la muerte de Mariano Moreno y de la Revolución del 5 y 6 de abril de 1811, que desplazó del gobierno al ala radical de la Revolución de Mayo, afianzando el poder del ala conservadora liderada por Saavedra. Asumió la defensa de varios de los acusados, incluido Castelli, en el juicio para buscar responsables por la derrota de Huaqui. Fue editor del periódico la Gaceta de Buenos Aires, alternándose con Vicente Pazos Silva, quien pronto pasó a ser su enemigo y lo acusó de "sacrílego profanador". Influyó en la redacción del Estatuto Provisional por el que se debía regir el gobierno hasta la reunión de la Asamblea General Constituyente, la primera norma constitucional dictada en el ámbito del Cono Sur americano. 
Defendió la política morenista de mantener una acción permanente de vigilancia y sospecha sobre los españoles peninsulares. En 1812, durante el gobierno del Primer Triunvirato, apoyó la denuncia y la investigación del ministro Bernardino Rivadavia sobre una conspiración contra el gobierno encabezada por el comerciante y excabildante español Martín de Álzaga. Monteagudo fue nombrado por Rivadavia como fiscal del proceso sumario seguido contra los acusados, realizado en dos días y sin que se permitiera a los acusados defenderse, como fue la regla en ambos bandos durante la guerra de independencia. El juicio terminó con el fusilamiento y posterior colgamiento de los cuerpos de los 41 condenados en la Plaza de Mayo (en ese entonces Plaza de la Victoria), incluido Álzaga, causando una gran conmoción debida a la ejecución de un español rico e influyente como Álzaga. Las muertes desorganizaron al grupo españolista que venía actuando desde antes de la revolución y que se oponía al grupo americanista que tomó el poder en 1810.
En 1812 fundó el periódico Mártir o Libre, en donde acentuaba la necesidad de una inmediata proclamación de la independencia. Intentaría reflotar la Sociedad Patriótica, y con los que habían sido sus miembros se unió a la Logia Lautaro, fundada por José de San Martín y Carlos María de Alvear. Apoyó la revolución de octubre de 1812, que depuso al Primer Triunvirato y colocó en su lugar al Segundo Triunvirato, dominado por la logia. 
Integró la Asamblea del Año XIII como representante de Mendoza, y fue uno de los impulsores de medidas de tipo constituyente, como la adopción de símbolos nacionales, la abolición de la mita y la servidumbre indígena, la libertad de vientres y la supresión de los títulos de nobleza y los instrumentos de tortura.
En 1814 apoyó al director supremo de las Provincias Unidas del Río de la Plata Carlos María de Alvear, uno de los líderes de la Logia Lautaro. A su caída, en 1815, fue encarcelado en una cárcel flotante en el Río de la Plata, de donde escapó. Pasó dos años en Europa, donde cambió su orientación política y se hizo partidario de la monarquía constitucional. Protegido por Antonio González Balcarce, se le permitió regresar, aunque no a Buenos Aires, sino a Mendoza.

## En Chile, Mendoza y San Luis

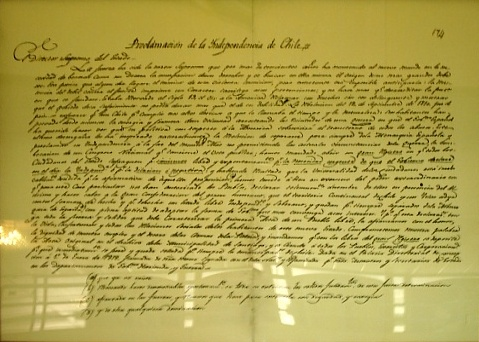
Acta de Proclamación de la Independencia de Chile, atribuida a Monteagudo, aunque la autoría se encuentra disputada también por Miguel Zañartu.

En 1817, pocos días después de la batalla de Chacabuco, cruzó la cordillera de los Andes y se puso a las órdenes de José de San Martín como auditor del Ejército de los Andes. En enero de 1818 redactó el Proclamación de la Independencia de Chile (la autoría se encuentra disputada con Miguel Zañartu), y se hizo confidente y consejero del director Bernardo O'Higgins, también miembro de la Logia Lautaro. 
En el desbande generado por la Sorpresa de Cancha Rayada, regresó a Mendoza con el fin de reorganizar las fuerzas, lo cual por cierto la historiografía chilena interpreta como un acto de cobardía propio de su condición de hombre de letras y no de armas;  una vez allí se enteró de que el Ejército de los Andes se había reorganizado, y que San Martín y O'Higgins seguían vivos. Luego de la victoria patriota en la Batalla de Maipú, estuvo involucrado en la ejecución sumaria de los hermanos Juan José y Luis Carrera, y probablemente también en el asesinato de Manuel Rodríguez Erdoíza, luego de ser detenido por O'Higgins. Los hermanos Carrera y Rodríguez integraban una corriente independentista frontalmente opuesta a San Martín y O'Higgins.
La actuación de Monteagudo al convalidar la pena de muerte contra los hermanos Carrera, lo enfrentó a San Martín y a la Logia Lautaro. Como consecuencia de ello, San Martín ordenó su confinamiento en libertad en San Luis. Durante su permanencia en San Luis, Monteagudo presionó al gobernador Vicente Dupuy para que agravara las condiciones de reclusión a las que estaban sometidos un grupo de realistas prisioneros. También allí se enamoró de Margarita Pringles, hermana del teniente Juan Pascual Pringles, comandante de las tropas patriotas allí apostadas. Sin embargo la joven rechazaría los halagos de Monteagudo, ya que la joven se hallaba a su vez enamorada de uno de los realistas prisioneros, el brigadier José Ordóñez.
En esas condiciones se produjo un enfrentamiento entre los prisioneros realistas y las tropas patriotas que los custodiaban. El hecho se inició cuando una delegación de oficiales españoles detenidos pidió ver al gobernador Vicente Dupuy. Durante la reunión, el capitán Gregorio Carretero atacó al gobernador con un puñal, con el fin de matarlo, mientras que otros españoles asesinaban a su ayudante. Inmediatamente los prisioneros buscaron tomar la Casa de Gobierno "hiriendo y matando a todos los que se oponen a su voluntad". Las tropas patriotas al mando de Pringles, secundado por el riojano Facundo Quiroga atacaron la casa de gobierno con el fin de recuperarla, "y luego de una encarnizada y sangrienta batalla (pusieron) fin al motín". Al momento del enfrentamiento, el gobernador Dupuy mandó a degollar de inmediato a 31 prisioneros españoles.

(El motín) estuvo cuidadosamente planeado y uno de sus objetivos era asesinar al odiado Monteagudo y luego proveerse de armas, de caballos y de vituallas, para cruzar la cordillera y sumarse nuevamente al ejército realista.
Pacho O'Donnell.

Al día siguiente, Monteagudo fue designado fiscal en el juicio que se siguió a los realistas sobrevivientes, obteniendo la ejecución de ocho de ellos.
Concluido su confinamiento, a comienzos de 1820 retornó a Santiago de Chile donde fundó el periódico El Censor de la Revolución y colaboró en preparar la Expedición libertadora del Perú.

## En el Perú

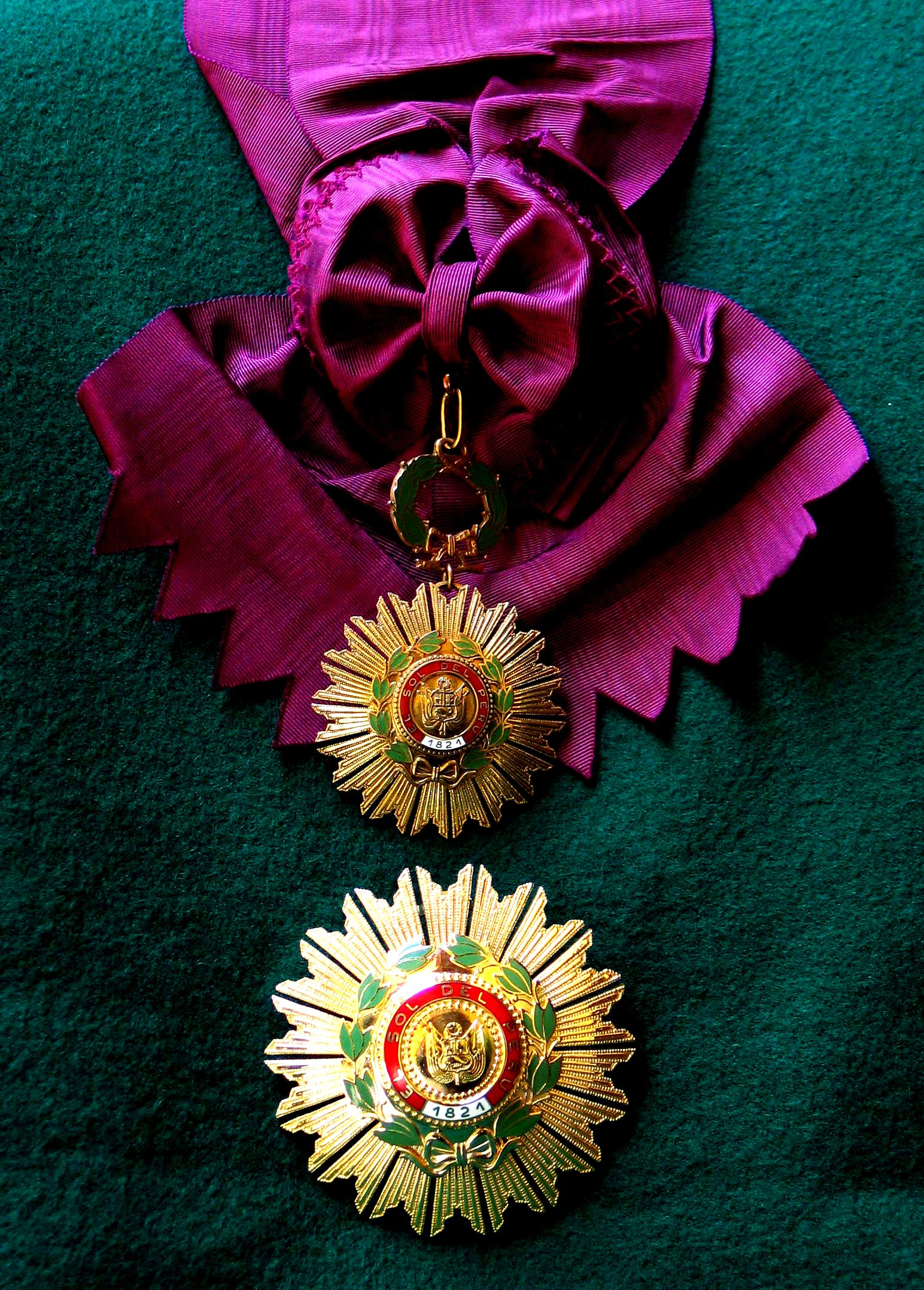
La Orden del Sol es una distinción que otorga el Perú.

En 1821 Monteagudo se embarcó con la expedición libertadora al mando de San Martín como auditor del ejército argentino en Perú, en reemplazo al recientemente fallecido Antonio Álvarez Jonte. Su primer éxito fue convencer al gobernador de Trujillo de pasarse a los patriotas: era el marqués de Torre Tagle, futuro primer presidente (con el título de Supremo Delegado) peruano del Perú.
El 28 de julio de 1821 San Martín proclamó desde Lima la independencia del Perú, para asumir como Protector Supremo el 3 de agosto. Monteagudo se convirtió en su mano derecha en el gobierno, asumiendo como ministro de Guerra y Marina y más tarde, haciéndose cargo también del Ministerio de Gobierno y Relaciones Exteriores. Mientras que San Martín se concentró en los aspectos militares dando prioridad a la guerra, Monteagudo quedó de hecho a cargo del gobierno del Perú.
Sus principales medidas de gobierno fueron la libertad de vientres, la abolición de la mita, la expulsión del arzobispo de Lima, la creación de una escuela normal para la formación de maestros y de la Biblioteca Nacional del Perú.
En Perú, Monteagudo apoyó la opinión de San Martín favorable a instalar una monarquía constitucional en ese país, a la vez que influyó fuertemente en las mismas y en su propaganda, sobre todo a través de la Sociedad Patriótica de Lima, que fundara en 1822. Ambos compartían la idea de que sólo una monarquía constitucional democrática podría evitar la anarquía y las guerras civiles. Por otra parte, Monteagudo pensaba que la tarea prioritaria era declarar y afianzar la independencia, y que las libertades políticas debían ser establecidas gradualmente. Esta línea estratégica de Monteagudo se expresó en la decisión de San Martín de no sancionar de inmediato una constitución, postergando la tarea para el momento en que la independencia estuviera asegurada, dictando en cambio el Reglamento del 12 de febrero de 1821 y luego el Estatuto Provisional del 8 de octubre de 1821.
Por disposición de San Martín, Monteagudo creó la Orden del Sol con el fin de distinguir a los patriotas que habían contribuido a lograr la independencia del Perú, siendo hereditaria esa distinción y las ventajas que la misma implicaba. La Orden del Sol fue una institución muy polémica, de tipo aristocratizante. El propio Monteagudo reconoció en sus Memorias que tenía el fin de «restringir las ideas democráticas». Las ideas monárquicas de Monteagudo fueron muy impopulares en Perú y constituyeron el eje de la oposición que finalmente provocó su caída al partir San Martín. La Orden del Sol fue anulada en 1825 pero volvió a ser restablecida en 1921 con el nombre Orden El Sol del Perú, persistiendo hasta la actualidad pero sin los privilegios asociados a su primera creación.
Entre diciembre de 1821 y febrero de 1822, Monteagudo dictó una serie de resoluciones destinadas a desterrar, confiscar parte de sus bienes y prohibir el ejercicio del comercio a los españoles peninsulares que no se hubiesen bautizado. Si bien no existen investigaciones acerca de cuántos partidarios del rey salieron del Perú a causa de los graves episodios de su independencia, así como del cambio político en sí que no quisieron reconocer, algunos cálculos refieren que fueron entre diez y doce mil. Ricardo Palma, en su estudio histórico sobre Monteagudo, es de 10.000 la cantidad de españoles expulsados del Perú por decisión suya.

Cuando el ejército libertador llegó a las costas del Perú, existían en Lima más de 10 000 españoles distribuidos en todos los rangos de la sociedad [...] Poco antes de mi separación, no llegaban a 600 los que quedaban en la capital. Esto es hacer una revolución, porque creer que se puede entablar un nuevo orden de cosas con los mismos elementos que se oponen a él es una quimera
Monteagudo, 1822, p. 351

El 19 de enero de 1822 San Martín dejó Lima y se reunió con Simón Bolívar en la entrevista de Guayaquil, dejando a cargo del poder, con el título de Supremo Delegado, a José Bernardo de Tagle. La ausencia de San Martín debilitó a Monteagudo. El 25 de julio de 1822, un grupo de influyentes vecinos de Lima le entregó a Tagle un manifiesto exigiendo la renuncia de Monteagudo. Tagle aceptó la exigencia y decretó la cesantía de Monteagudo. Inmediatamente después el Congreso dispuso su destierro a Panamá, bajo pena de muerte en caso de regresar.

## Panamá, Ecuador y Guatemala
El 28 de noviembre de 1821, los vecinos de Panamá proclamaron en un cabildo abierto la independencia del istmo de Panamá de la Corona española y su decisión de formar parte de la Gran Colombia. Pocos meses después de ese acontecimiento llegó Monteagudo. Tagle le había encomendado su suerte al gobernador patriota José María Carreño, quien a su vez lo puso bajo custodia del teniente coronel Francisco Burdett O'Connor, por entonces jefe de Estado mayor de Panamá, con quien estableció una relación de amistad. Desde Panamá Monteagudo comenzó a escribirle al libertador Simón Bolívar, quien finalmente lo invitó a unírsele en Ecuador.
El encuentro entre Bolívar y Monteagudo se produjo finalmente en Ibarra, poco después de la encarnizada batalla de Ibarra del 10 de julio de 1823, que liberó el norte del actual Ecuador. Bolívar quedó gratamente impresionado con Monteagudo, especialmente por su capacidad de trabajo, y le encomendó viajar a México con el fin de obtener fondos.
El viaje fue finalmente suspendido, toda vez que en Bogotá ya legal y oficialmente había sido elegido otro representante para dicha tarea, además de que Bolívar no tenía las atribuciones para ello, por cuanto el poder ejecutivo había sido encargado a Francisco de Paula Santander y el Libertador sólo poseía facultades militares. En carta del 6 de septiembre de 1823, Santander, el llamado Arquitecto de la República, le hizo ver su extralimitación:

Permita usted que le declare que no ha parecido bien la misión de Monteagudo, porque damos la idea de que en Colombia hay dos gobiernos y esas cosas las reparan mucho en Europa, donde no atienden sino la regularidad de nuestra marcha política. El gobierno de Méjico se verá embarazado con dos ministros acreditados por dos distintas autoridades, que no reconoce la constitución.

Ha hecho impresión ver a Sucre llamarse comisionado del gobierno de Colombia, cuando no es, ni llamando a la constitución gobierno sino al que despacha el poder ejecutivo, que bien puede ser el presidente del senado. Yo, por mi parte, digo: que cuanto usted haga es bueno; pero mi opinión no es la de la República, ni puedo con una mano deshacer lo que con la otra se trata de edificar. Si Monteagudo llevó carácter de ministro extraordinario, se podría exponer a no ser admitido, porque los ministros son nombrados no por el presidente de la República sino por el poder ejecutivo. Espero que usted no reconozca en esta franca exposición sino mis deseos de que las cosas marchen con la regularidad que usted proclama y todos queremos seguir. Mi deferencia por lo que usted propone y hace es notoria y usted ha recibido pruebas incontrastables.

Monteagudo entonces decidió viajar a las Provincias Unidas del Centro de América, que por entonces agrupaba a todos los actuales países centroamericanos (Guatemala, Belice, Honduras, El Salvador, Nicaragua y Costa Rica) y Chiapas, con excepción de Panamá.
En la ciudad de Guatemala, Monteagudo se relacionó con José Cecilio del Valle, presidente de las Provincias Unidas del Centro de América, con quien compartía una visión americanista del proceso de independencia. y que había lanzado la idea de organizar un Congreso continental que tratara los problemas comunes de las naciones independizadas de España y se establecieran las bases de un nuevo derecho internacional americano.

## Retorno a Perú y ensayo sobre una Federación Hispanoamericana
No obstante la vigencia de la resolución legislativa que ordenaba su proscripción, Monteagudo retornó a Perú ingresando por Trujillo y acompañó a Bolívar con el grado de coronel en la campaña final de la guerra de la independencia del Perú, entrando en Lima, después de la victoria en la batalla de Ayacucho del 9 de diciembre de 1824.
Para ese entonces Monteagudo había desarrollado una visión americanista de la independencia. Había formado parte de las revoluciones independentistas del Río de la Plata, Chile y Perú, así como de haber visitado las nuevas naciones independientes de Panamá y Centroamérica. Ello lo llevó al convencimiento de que toda Hispanoamérica debía ser una sola nación.
Su visión entusiasmó a Simón Bolívar al punto tal que la unidad hispanoamericana ha sido identificada como el sueño bolivariano. Bolívar impulsó a Monteagudo a diseñar las bases para concretar esa visión y fue, precisamente en este período, que Monteagudo escribió -aunque no pudo concluirla a causa de su muerte- la que se considera su obra más destacada, el Ensayo sobre la necesidad de una federación general entre los estados hispano-americanos y plan de su organización.
Pocos meses después de la muerte de Monteagudo, Bolívar convocó al Congreso de Panamá en 1826 y aprobó la creación de una sola gran nación hispanoamericana, con excepción de Argentina, Chile, Uruguay y Paraguay. Sin embargo los tratados nunca fueron ratificados por los países hispanoamericanos, excepto por la Gran Colombia, y la federación hispanoamericana nunca llegó a constituirse.
La muerte de Monteagudo afectó seriamente la concreción del proyecto. 

Un hombre grande y terrible concibió la colosal tentativa de la alianza entre las Repúblicas recién nacidas, y era el único capaz de encaminarla a su arduo fin. Monteagudo fue ese hombre. Muerto él, la idea de la Confederación Americana que había brotado en su poderoso cerebro se desvirtuó por sí sola.

Se ha atribuido al Libertador de Colombia, Simón Bolívar, la gloria de haber concebido el importante designio de reunir un congreso de las Naciones Americanas, a semejanza de todas las Confederaciones, tan célebres en la historia de los antiguos griegos. Mas la imparcialidad exige que se refiera que el primero en recomendar el proyecto verdaderamente grandioso, fue el Coronel Monteagudo, de temple muy fuerte de alma y compañero de Campañas del General San Martín, en sus memorables de Chile y el Perú.

## Muerte de Monteagudo

### El asesinato

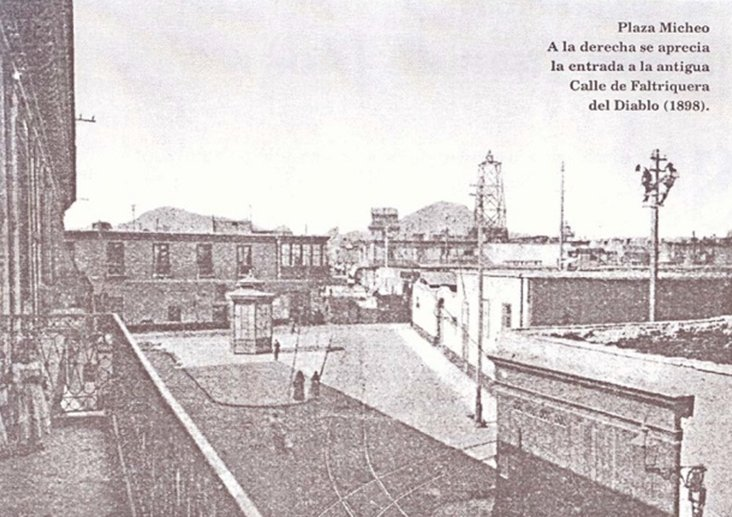
Plazoleta de la Micheo en Lima, donde fue asesinado Bernardo de Monteagudo (foto de 1898).

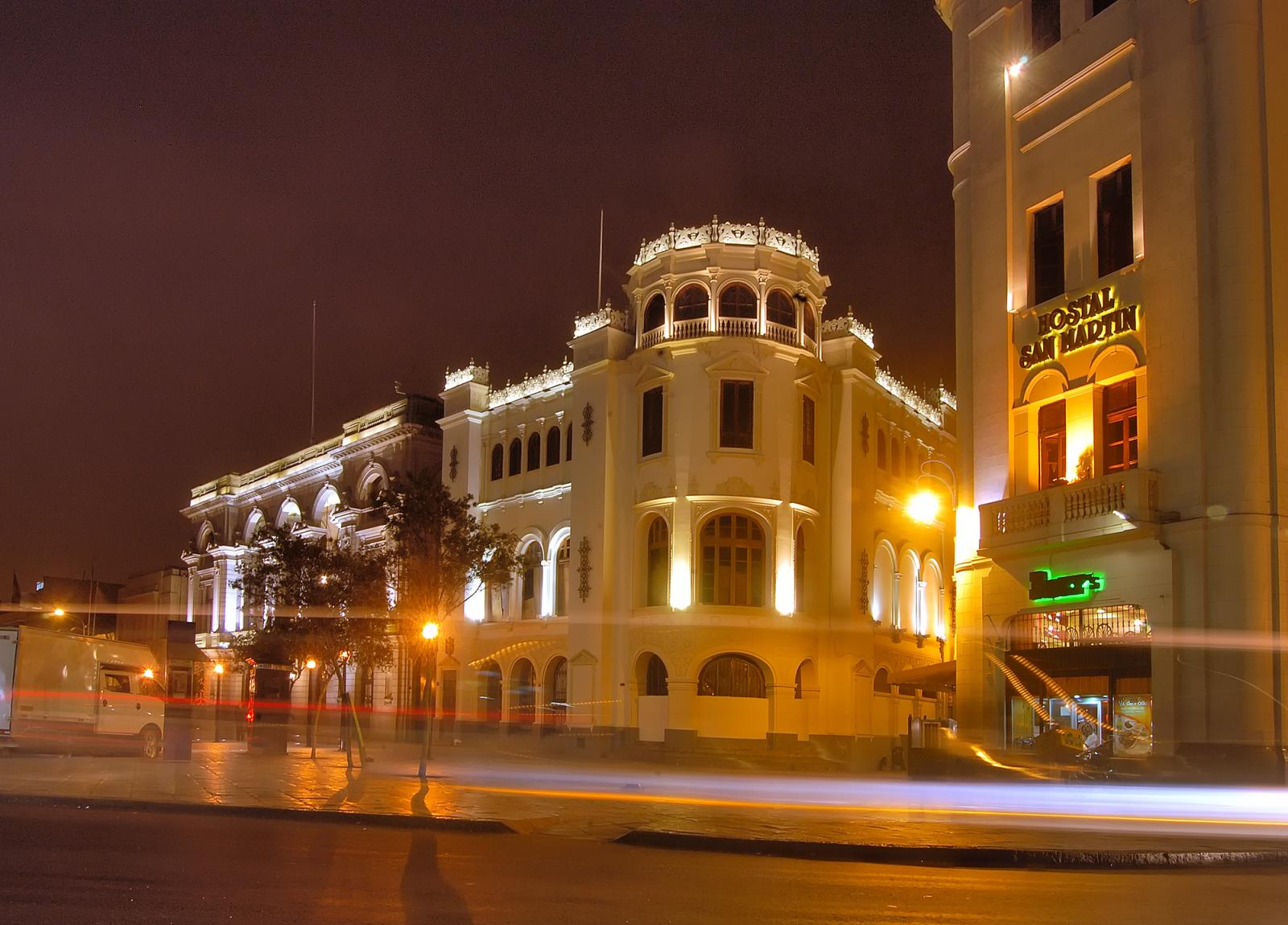
Estado actual del lugar en que fue asesinado Bernardo de Monteagudo. Al centro, el Teatro Colón y a la derecha, el edificio Giacoletti. Entre ambos se encuentra el pasaje Quilca. La plazuela de Micheo se encontraba en el lugar que ocupan los árboles.

Bernardo de Monteagudo murió asesinado en la ciudad de Lima el 28 de enero de 1825, cuando tenía 35 años de edad. El crimen se produjo entre las 19:30 y las 20:00 horas, en la Plazoleta de la Micheo, ubicada en el extremo norte de la entonces calle Belén, décima cuadra del actual Jirón de la Unión, una de las calles principales de la Lima de entonces, frente al ala sur del ya demolido hospital y convento de San Juan de Dios. La plazoleta y la vereda en la que expiró ya no existen, pero el punto exacto de su muerte se ubica frente a la esquina sudoeste de Plaza San Martín, en el punto donde actualmente convergen el pasaje Quilca, la avenida Colmena y el Jirón de la Unión, frente al edificio Giacoletti y el Teatro Colón. Monteagudo venía de su casa, ubicada en la calle Santo Domingo (actual segunda cuadra del Jirón Conde de Superunda) y se dirigía a la casa de Juana Salguero.
El cuerpo permaneció en el lugar del hecho durante una hora, sin que nadie se atreviera a acercarse, hasta que los curas del convento lo levantaron y lo colocaron en una de las celdas. En este mismo lugar, en terrenos que actualmente ocupa la Plaza San Martín, fue finalmente enterrado.
El cadáver fue encontrado boca abajo, con las manos aferradas a un puñal de gran tamaño que tenía clavado en el pecho. El certificado de defunción precisa:

Que la herida había sido con un instrumento cortante y que le atravesó el corazón entrándole el arma sobre la tetilla izquierda, dejándole una abertura de pulgada y media y cinco o seis dedos de profundidad.
Ramón Castro, cirujano que revisó el cuerpo esa noche.

Esa misma noche, Bolívar fue personalmente al convento de San Juan de Dios ni bien se enteró del magnicidio, donde dijo:

¡Monteagudo! ¡Monteagudo! Serás vengado.
Simón Bolívar.

La vida de Montegudo había estado en peligro desde el mismo momento en que volvió a Lima. El ministro Sánchez Carrión, uno de los principales sospechosos de haber sido el autor intelectual del crimen, había llegado a realizar un llamamiento público para que cualquier habitante matara a Monteagudo si volvía a Perú, garantizándole la impunidad. En una carta a Santander, Bolívar le contaba sobre Monteagudo: 

Es aborrecido en el Perú por haber pretendido una Monarquía Constitucional, por su adhesión a San Martín, por sus reformas precipitadas y por su tono altanero cuando mandaba; esta circunstancia lo hace muy temible a los ojos de los actuales corifeos del Perú, los que me han rogado por Dios que lo aleje de sus playas, porque le tienen un terror pánico. Añadiré francamente que Monteagudo conmigo puede ser un hombre infinitamente útil.
Carta de Bolívar a Santander del 4 de agosto de 1823.

Monteagudo era consciente del riesgo que corría al volver a Perú con Bolívar:

Era un condenado a muerte y él lo sabía. Pero estaba decidido a enfrentar su destino trágico sin subvertir su esencial condición de revolucionario a ultranza. Y la revolución americana se jugaba, en esos momentos, en la proximidad de Simón Bolívar.
Pacho O'Donnell.

### Investigación y condena
El magnicidio conmovió a la sociedad peruana y Bolívar tomó cartas en el asunto esa misma noche, prohibiendo a los vecinos del lugar salir de sus casas, cerrando las oficinas públicas y ordenando poner todos los recursos necesarios a disposición de la investigación.
La principal pista era el cuchillo, que se encontraba recién afilado, por lo que desde el nivel más alto del gobierno se ordenó que fueran citados todos los barberos de Lima para ver si alguno de ellos reconocía el arma homicida. Los barberos se presentaron el día 29 de enero y uno de ellos reconoció haber afilado el cuchillo a un hombre negro que parecía cargador o aguador, por lo que el gobierno ordenó que en las siguientes 24 horas debían presentarse a ser reconocidos "todos los criados de casas y gente de color". Al día siguiente, domingo 30 de enero, un sereno de barrio, Casimiro Granados, declaró que en los días anteriores, el "moreno Candelario Espinosa" había estado tres veces en la pulpería de Alfonso Dulce ubicada en la calle de Gremios (cuarta cuadra del Jirón Callao). El sereno relató que Espinosa había ido a la pulpería, a eso de las 7 de la tarde del mismo día del crimen, acompañado por un "zambo cocinero de la casa de Francisco Moreira" donde pidió fiado media bota de aguardiente, y que como el pulpero se lo negó, lo amenazó enseñándole un cuchillo y una pistola, y gritó que "él tendría plata para toros". Ese mismo domingo por la mañana, Espinosa había vuelto a la pulpería para pedir que le tuvieran la pistola mientras él iba a presentarse a los investigadores, tal como había ordenado el gobierno. Finalmente, cuando le enseñaron el arma homicida, el sereno reconoció que era el mismo cuchillo que tenía Espinosa.
El mismo domingo 30 de enero fueron detenidos Candelario Espinosa y Ramón Moreira. Ambos confesaron desde un inicio su culpabilidad en el crimen y fueron finalmente sentenciados a muerte, en el caso de Espinosa y a 10 años de prisión, en el caso de Moreira, condenados en definitiva por la Corte Suprema integrada por Fernando López Aldana, José de Armas y Manuel Villanueva. 
El fallo también declaró inocentes a Francisco Moreira y Matute -propietario del esclavo Ramón Moreira-, Francisco Colmenares y José Pérez, quienes habían sido denunciados como autores intelectuales por Ramón Moreira.
Sin embargo las penas no se cumplirían, debido a una decisión privada de Bolívar luego de entrevistarse en privado con el asesino. El 4 de marzo de 1826, en su único acto en el que hizo uso de sus funciones de dictador, Bolívar conmutó la pena de muerte a Espinosa por otra de 10 años de prisión, y la de Moreira a 6 años, ambos siendo enviados al presidio de Chagres.

### Los autores materiales
No hay dudas que los autores materiales del crimen fueron Candelario Espinosa y Ramón Moreira. Ambos fueron reconocidos por varios testigos, confesaron su responsabilidad y dieron detalles de los hechos. Todos los historiadores están de acuerdo en este aspecto.
Candelario Espinosa tenía 19 años, había sido soldado del ejército realista y luego del triunfo patriota se había dedicado al oficio de aserrador. Ramón Moreira era esclavo y cocinero de Francisco Moreyra y Matute, uno de los fundadores de la Sociedad Patriótica de Lima, junto a Monteagudo.
El fallo también condenó a José Mercedes Mendoza, considerando que su pena se hallaba cumplida con la prisión que padeció hasta la sentencia.

### Los autores intelectuales
La cuestión de los autores intelectuales del crimen de Monteagudo ha permanecido rodeada de misterio y contradicciones, a la vez que ha sido objeto de debates historiográficos y relatos literarios.
Inicialmente, Candelario Espinosa aseguró, incluso bajo tortura, que nadie le había encargado matar a Monteagudo y que su único móvil fue el robo. Sin embargo esa declaración se contradice frontalmente con el hecho de que Monteagudo no fue robado, pese a llevar consigo un prendedor de oro y diamantes, un reloj de oro y dinero. Pero más adelante, Espinosa cambió su declaración, e involucró como autores materiales a Francisco Moreira y Matute, José Francisco Colmenares y José Pérez, volviéndose a desdecir antes del fallo.
Francisco Moreira y Matute, era el propietario del cómplice de Espinosa en el crimen, y había sido miembro de la Liga Patriótica de Lima, liderada por Monteagudo. José Francisco Colmenares era uno de los miembros de la logia secreta republicana, liderada por Sánchez Carrión, que había causado el derrocamiento de Monteagudo en 1822 y llamado al pueblo a asesinarlo si volvía al Perú. José Pérez era un guayaquileño, portero del Cabildo y panadero, que tenía un puñal idéntico al que se usó para matar a Monteagudo.
Las pruebas del juicio, sin embargo, probaron que Moreira, Colmenares y Pérez no habían estado involucrados en el asesinato y fueron finalmente absueltos. Formalmente, entonces, la sentencia no condena ni identifica a ningún autor intelectual del asesinato.

### Reunión de Bolívar con el asesino
Desde el inicio mismo de la investigación, Candelario Espinosa fue tentado a confesar la autoría intelectual con la promesa de que le sería conmutada la pena de muerte. Sin embargo, Espinosa sostuvo primero que su intención sólo había sido el robo, luego de que el crimen había sido encargado por Moreira y Colmenares, para finalmente desdecirse e insistir con el móvil del robo. Estas declaraciones se produjeron en un contexto de amenazas y torturas.
En esa situación, el reo ofreció decir la verdad sobre los autores intelectuales, pero solo a Simón Bolívar, personalmente y a solas. Esa reunión se produjo el 23 de abril de 1825 y nunca se informó oficialmente lo que en ella sucedió. Con posterioridad, Bolívar ordenó que los reos Espinosa y Moreira fueran trasladados a Colombia, en tanto que la pena de muerte dictada sobre el primero nunca se ejecutó.

### La hipótesis de Sánchez Carrión

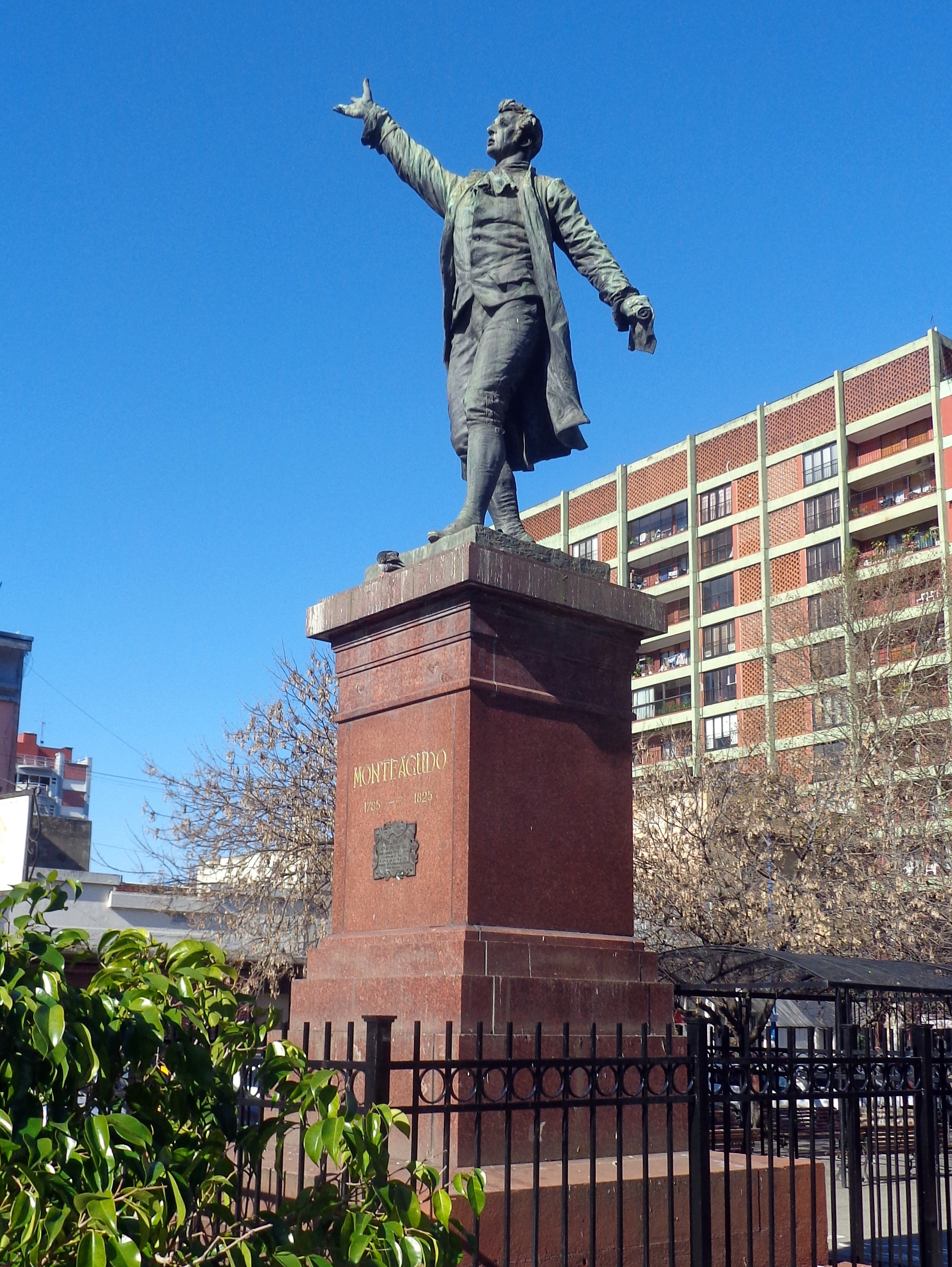
Monumento a Monteagudo en Buenos Aires

La hipótesis de que el ministro José Sánchez Carrión haya sido el autor intelectual del asesinato de Monteagudo se ha consolidado como una de las más probables, a raíz de la declaración del general Tomás Mosquera, presidente de Colombia, quien en ese entonces se desempeñaba como jefe de Estado Mayor de Bolívar.
Muchos años después de los hechos, Mosquera relató lo que había pasado en la reunión entre Bolívar y Espinosa y la suerte de los hechos que se siguieron luego de ella. Mosquera contó que Espinosa confesó que asesinó a Monteagudo por encargo del ministro José Sánchez Carrión, quien le pagó 50 doblones de cuatro pesos en oro por la tarea. Sánchez Carrión era el líder de la logia secreta republicana que había enfrentado las intenciones monárquicas de Monteagudo, organizando su derrocamiento y expulsión de Perú en 1822 y posteriormente publicado un llamamiento a matarlo si volvía al Perú.
Mosquera explicó también que, como respuesta, Bolívar mandó a envenenar a Sánchez Carrión, quien murió de una extraña afección, pocos días después, el 2 de junio de 1825. A su vez, el asesino de Sánchez Carrión, también fue asesinado por orden de Bolívar, para evitar toda filtración. Finalmente, Bolívar suspendió la ejecución de Espinosa y ordenó el traslado de los asesinos de Monteagudo a Colombia.

### Otros posibles autores intelectuales
Vidaurre, en una comunicación a Bolívar, que aparece en Suplemento a las cartas americanas, escribió:

Señor: una mano poderosa movió el puñal de ese asesino, yo lo hubiera descubierto si obrara por mí solo. El negro conducirá el secreto a la eternidad.
Carta de Manuel Lorenzo de Vidaurre a Simón Bolívar.

Según San Martín, en una carta a Mariano Alejo Álvarez, escrita en 1833 (y publicada en el Boletín del Museo Bolivariano de Lima en 1930), él se esforzó en preguntar a cuantas personas pudo acerca de este asesinato y recibió versiones contradictorias: los sindicados fueron Sánchez Carrión, los españoles, un coronel celoso de su mujer y hasta Bolívar, sin que faltaran los que dijeran que el hecho se hallaba cubierto por un velo impenetrable.
Otros posibles gestores del crimen pudieron haber sido algunos partidarios de los españoles, envalentonados con la noticia de la próxima llegada de una escuadra realista al Callao para auxiliar a José Ramón Rodil y Campillo y obsesionados por su odio al ministro de San Martín que tanto daño les hiciera. En ese sentido declaró, por un momento, el mismo asesino. Simón Bolívar escribió a Santander pocos días después, el 9 de febrero, acogiendo, en cierta forma, la misma versión:

Este suceso debe tener un origen muy profundo o muy alto. Los asesinos están presos y ellos confiesan dos personas que pertenecen a la facción gótica de este país. Yo creo que esto puede tener origen en los intrigantes de la Santa Alianza que nos rodean; porque el objetivo no debía solo ser matar a Monteagudo sino a mí y a otros jefes.
Carta de Bolívar a Santander del 9 de febrero de 1825.

También pudo tratarse de una venganza por razones privadas o domésticas. O de un caso de asesinato para robar como creyeron Heres, O'Leary y el coronel Belford Wilson, edecán del Libertador.

### Sus restos
Monteagudo fue enterrado en el Convento de San Juan de Dios el domingo 30 de enero de 1825, sin dejar fortuna personal. Entre 1848 y 1851 el convento fue demolido y en su lugar se construyó la estación ferroviaria del mismo nombre, la primera del Perú. Actualmente ese terreno está ocupado por la Plaza San Martín. Sus restos fueron trasladados al Cementerio Presbítero Matías Maestro.
En 1878 fue exhumado y se dispuso que fueran depositados en un mausoleo en el mismo cementerio. En 1917 los restos de Monteagudo fueron enviados a la Argentina, disponiéndose su ubicación en el Cementerio de la Recoleta de Buenos Aires, en la sección 7, descansando en el mausoleo del Teniente General Pablo Riccheri, en la parte central del Cementerio, donde en la parte posterior del mausoleo, sobre la derecha de la puerta de acceso hay una pequeña placa que reza "Aquí yacen los restos del Dr. Bernardo de Monteagudo"; el hecho abrió una disputa entre Argentina, Bolivia y Perú por la nacionalidad de Monteagudo y el derecho de esos países a preservar sus reliquias.
En ocasión de la repatriación de los restos de Monteagudo a la Argentina, se dispuso la inauguración de un monumento en su homenaje, que fue esculpido por el artista alemán Gustavo Eberlein y ubicado en la Plazoleta Pringles del barrio de Parque Patricios, en el cruce de la Avenida Caseros y la calle Monteagudo, lugar en el que nace, precisamente, la calle que lo recuerda en la Ciudad de Buenos Aires.
El día 24 de junio de 2016, la urna que contiene sus restos fue exhumada del mausoleo del Gral. Pablo Riccheri, en Recoleta, para ser trasladado hacia su ciudad natal San Miguel de Tucumán, donde fue depositada en un mausoleo en la calle central del Cementerio del Oeste durante los actos oficiales por su "repatriación" el día miércoles 29 de junio.

## Los dos retratos de Monteagudo
El rostro de Monteagudo se ha difundido a partir de una imagen falsa. El equívoco fue provocado por el historiador argentino Mariano Pelliza, primer biógrafo de Monteagudo. Pelliza publicó en 1880 su libro Monteagudo, su vida y sus escritos. Tomo II (1816 - 1825), en dos tomos. Pelliza se encontró entonces con el hecho de que no se conocía retrato alguno de Monteagudo, y ello lo impulsó a construir uno. Pelliza había indagado sobre la apariencia del prócer, y había establecido que era parecido al chileno Bernardo Vera y Pintado. Sobre esa base le pidió al dibujante Henri Stein que realizara un retrato supuesto de Monteagudo, tomando como base el rostro de Vera y Pintado, con algunas modificaciones. Ese retrato fue incluido en la primera biografía de Monteagudo y desde entonces se difundió como la imagen real.
Décadas después, otro biógrafo argentino de Monteagudo, el tucumano Manuel Lizondo Borda, descubrió un retrato realizado por el pintor V. S. Noroña en 1876, y en el cual aparece con rasgos mulatos. Noroña se había basado para su retrato en otro anterior, que Monteagudo se había hecho hacer cuando estaba en Panamá, y cuyo destino actual se desconoce. Al publicar su biografía de Monteagudo en 1943, Lizondo incluyó en su libro una fotografía en blanco y negro del cuadro de Noroña. Luego de 1966 se perdió el rastro al destino del cuadro original.

## Crímenes políticos atribuidos a Monteagudo
Monteagudo ha sido calificado como monstruo de la crueldad. Se afirma que habría desterrado a casi diez mil civiles, en procura de dar mayor estabilidad política al naciente proyecto independentista. Lafond o Stevenson lo describen como un sujeto sanguinario.
Se lo relaciona con la masacre de prisioneros españoles en el presidio de San Luis, o el asesinato del independentista chileno Manuel Rodríguez y la muerte de los hermanos Juan José y Luis Carrera Verdugo.

## Controversias historiográficas
La figura de Monteagudo ha sido y sigue siendo objeto de controversias política e historiográficas. En algunos casos se elogia su pasión, su compromiso con la causa de la independencia y su determinación para tomar decisiones drásticas en momentos revolucionarios. En otros se le tacha de cobardía por haber huido a Mendoza ante el primer revés de José de San Martín en la batalla de Cancha Rayada.